# Adnan Ersöz
Adnan Ersöz (* 1917 in Sarıyer, Provinz Istanbul; † 13. Oktober 1991 in Istanbul) war ein türkischer General, der unter anderem 1977 kommissarischer Oberkommandierender des Heeres (Türk Kara Kuvvetleri) sowie zwischen 1978 und 1979 Direktor des Nachrichtendienstes MIT (Millî İstihbarat Teşkilâtı) war.

## Leben
Ersöz begann nach dem Schulbesuch seine Offiziersausbildung an der Heeresschule (Harp Okulu), die er 1936 als Fähnrich (Asteğmen) abschloss. Nach zahlreichen Verwendungen innerhalb der Streitkräfte (Türk Silahlı Kuvvetleri) wurde er 1963 zum Brigadegeneral (Tuğgeneral), 1965 Generalmajor (Tümgeneral) sowie 1969 zum Generalleutnant (Korgeneral) befördert.
Nach seiner Beförderung zum General (Orgeneral) wurde Ersöz am 29. August 1973 als Nachfolger von General Nihat Tulunay Stellvertretender Generalstabschef (Türk Silahlı Kuvvetleri Genelkurmay II. Başkanı) und übte diese Funktion bis zu seiner Ablösung durch General Kenan Evren am 30. August 1975 aus. Er selbst wurde am 25. August 1975 als Nachfolger von General Hüseyin Doğan Özgöçmen Oberbefehlshaber der 1. Armee (Birinci Ordu) und verblieb auf diesem Posten, bis er am 30. August 1977 durch General Nurettin Ersin abgelöst wurde. Zuletzt wurde er am 18. Juli 1977 als Nachfolger von General Semih Sancar kommissarischer Oberkommandierender des Heeres und wurde am 30. August 1977 erneut durch General Kenan Evren abgelöst.
Am 13. Juli 1978 wurde Ersöz Nachfolger von Hamza Gürgüç als Direktor des Nachrichtendienstes MIT (Millî İstihbarat Teşkilâtı), der für den Schutz des türkischen Territoriums, des türkischen Volkes, Aufrechterhaltung der staatlichen Integrität, Wahrung des Fortbestehens, der Unabhängigkeit und der Sicherheit der Türkei sowie deren Verfassung und der verfassungskonformen Staatsordnung zuständig ist. Ferner gehören zu seinen Aufgabenbereichen die Spionageabwehr sowie die Abwehr sonstiger subversiver Aktivitäten, die sich gegen die Türkei richten. In dieser Funktion verblieb er bis zu seiner Ablösung durch Bülent Türker am 19. November 1979. Nach dem Militärputsch vom 12. September 1980 wurde er als Vertreter des Nationalen Sicherheitsrates (Millî Güvenlik Konseyi) Mitglied des Beirates (Danışma Meclisi) der Großen Nationalversammlung TBMM (Türkiye Büyük Millet Meclisi).
Am 13. Oktober 1991 kam Ersöz in seinem Haus bei einem Attentat ums Leben. Der Anschlag soll durch die Devrimci-Sol-Anhänger  (DEV-SOL) Metin Dikme und Yasemin Okuyucu durchgeführt worden sein, die anschließend festgenommen wurden. Ersöz wurde anschließend auf dem Emirgân Reşitpaşa-Friedhof beigesetzt.